# Tossal del Ceba
El Tossal del Ceba és una muntanya de 319 metres que es troba al municipi d'Arbeca, a la comarca catalana de les Garrigues. S'hi troba un jaciment arqueològic del període Bronze Final III a Ferro-Ibèric Final (mil·lenni I aC).